# Ante Žižić
Ante Toni Žižić (Split, 4. siječnja 1997.), hrvatski košarkaški centar, trenutno igrač Cleveland Cavaliersa u NBA ligi. Član je i hrvatske nacionalne momčadi, u kojoj je osvajao i odličja u mlađim slekecijama. Igru mu krase snažna obrana i brzi prijelaz iz obrane u napad i obrnuto, nesvojstven igračima njegove visine (210 cm).
Izabran je u prvom kolu NBA drafta 2016., zajedno s još dvojicom Hrvata, Draganom Benderom (četvrtim ukupnim izborom drafta) i Ivicom Zubcem, od Boston Celticsa, no karijeru u NBA-u započinje godinu dana kasnije u dresu Cavaliersa iz Clevelanda.

## Osobni život
Rođen je u Splitu 1997. godine, a inače je iz Duća. Stariji brat Andrija bio mu je košarkaški uzor. Prije košarke, bavio se nogometom i plivanjem, a već je kao dvanaestogodišnjak prešao visinu od dva metra. Svoje prve košarkaške korake napravio je u Omišu, gdje ga je prvi primijerio Cibonin športski direktor Aleksandar Petrović. Radi treninga je dnevno prolazio i do 25 kilometara između Splita i Omiša. 
S bratom Andrijom bio je i momčadski kolega u Ciboni 2015. i 2016. godine.

## Klupska karijera
Za rodni Split nastupio je u svega tri utakmice u debitantskoj sezoni, nakon čega u Kaštelima dobiva veću minutažu. Nakon jedne sezone u Kaštelima, kratko je igrao za Goricu ↓A, da bi još iste sezone odigrao 25 utakmica za Cibonu u Jadranskoj ligi, no i dalje s nedovoljnom minutažom. 
Već sljedeće sezone proglašen je najvećom nadom i uvršten u najbolju petorku Jadranske lige. Vrhunac dobrih izvedbi očitovao se u Skoplju, kada je domaćem MZT-u ubacio 37 koševa i dodao 20 skokova što je bila četvrta najveća valorizacija (56 indeksa) u povijesti lige ↓B. Osim što je svojom izvedbom pridobio pažnju hrvatske javnosti, Boston Celticsi izjavili su javno zanimanje za njega istaknuvši kako je postigao ono što tada nije uspjelo ni Šariću i Bogdanoviću, tada već stožernim igračima u NBA-u. Najbolju utakmicu za Cibose u domaćem prvenstvu odigrao je ubacivši bivšoj momčadi Gorici 34 koša uz 16 skokova početkom svibnja 2016., vodivši Vukove tijekom cijele sezone i u Jadranskoj i u Ligi prvaka.
U jesen 2016., za razliku od Bendera i Zubca, ne prihvaća ponudu Boston Celticsa u prvom kolu izbora NBA drafta, već potpisuje za istanbulski Darüşşafaka, za koji u Euroligi redovito ubacuje dvoznamenkasti broj koševa. U početničkoj sezoni u NBA-u uglavnom nije dobivao veliku minutažu, premda se u nekoliko navrata iskazao na terenu. Tako je primjericeu posljednjoj utakmici regularne sezone ubacio 20 koševa uz sedam skokova Los Angeles Lakersima te izborio nastup u utakmicama NBA završnice, koju su Cavaliersi uvjerljivo izguili od novih prvaka Golden State Warriorsa.

## Momčadska karijera
Osvajač je brončanog odličja s hrvatskom nacionalnom vrstom do 18 godina na Svjetskom prvenstvu u Turskoj 2014., na kojem je hrvatska reprezentacija bila statistički najbolja momčad u sve tri kategorije (koševi, skokovi i asistencije) uz Dragana Bendera u najboljoj petorki prvenstva. Sljedeće godine je s momčadi do 19 godina osvojio srebro na Svjetskom kupu u Grčkoj, u kojem je bio jedan od nositeja hrvatske igre na čelu s Markom Arapovićem, članom najbolje petorke turnira.

## Postignuća
Uvršten je u najbolju petroku Eurokupa i proglašen najvećom nadom nadom ABA lige u 2016. godini, u kojoj je bio i najbolji skakač u ligaškoj sezoni.